# ناثان ديك
ناثان ديك هو لاعب هوكي الجليد كندي، ولد في 26 مارس 1990 في Sedley, Saskatchewan ‏ في كندا.

## وصلات خارجية
- ناثان ديك على موقع دوري الهوكي الوطني (الإنجليزية)
- ناثان ديك على موقع EliteProspects.com (الإنجليزية)
- ناثان ديك على موقع HockeyDB.com (الإنجليزية)